# Samson Godwin
Samson Godwin (Warri, 11 novembre 1983) è un ex calciatore nigeriano, di ruolo centrocampista.